# Charlie Charles

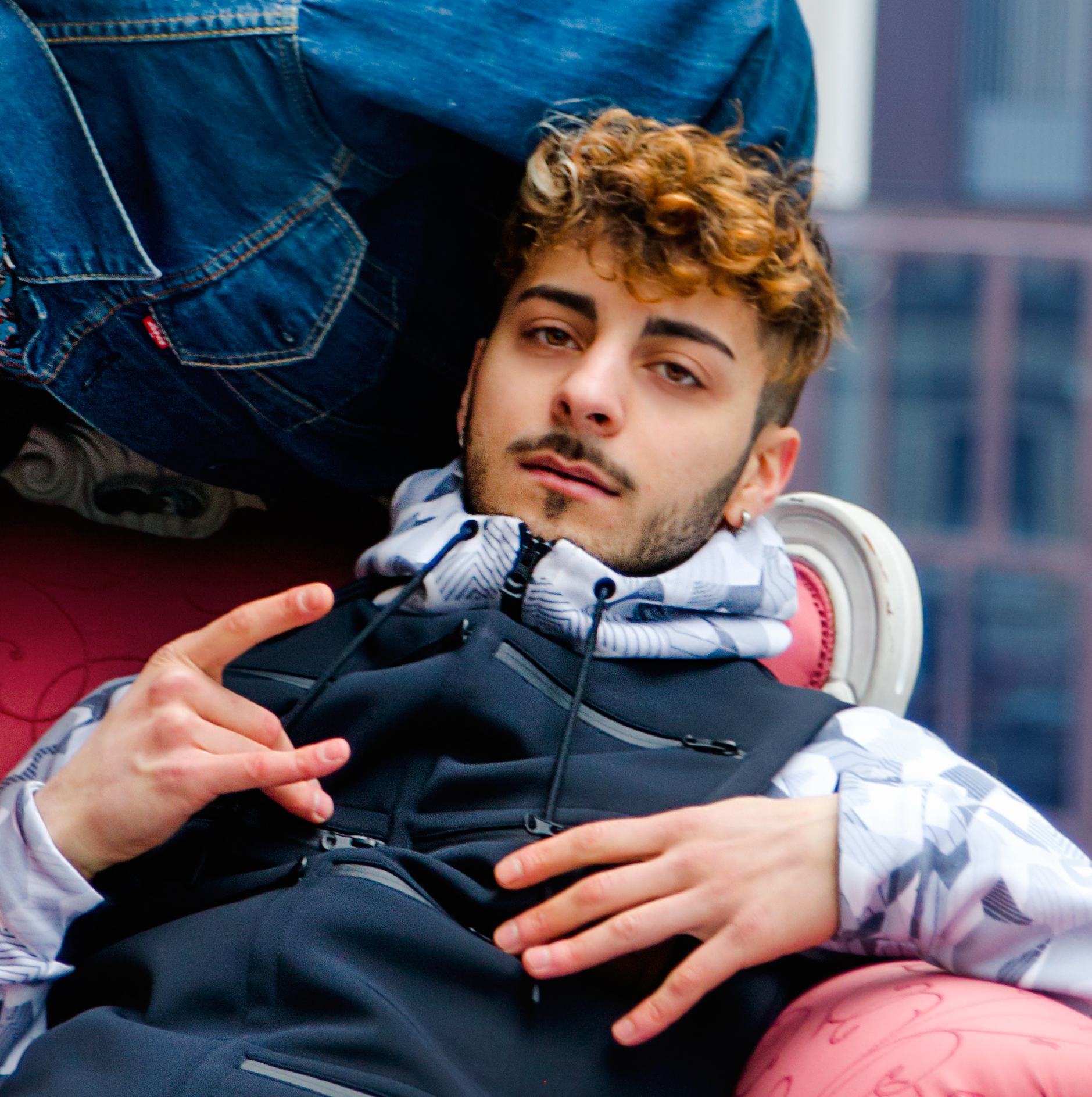
Charlie Charles (2016)

Charlie Charles (* 24. März 1994 in Settimo Milanese, Provinz Mailand, als Paolo Alberto Monachetti) ist ein italienischer Musikproduzent. Er gilt als Wegbereiter der „Trap-Generation“.

## Werdegang
Monachetti brach die Oberschule nach mehreren Schulwechseln im letzten Jahr ab, um sich der Musik zu widmen. Ab 2015 begann Charles, bei Marracashs und Shablos Label Roccia Music mit Sfera Ebbasta und Ghali zu arbeiten, die in der Folge beide den Mainstream-Durchbruch schafften und Spitzenpositionen der Charts erreichten. Auch Tedua, Izi und die Dark Polo Gang wurden erfolgreich von Charles produziert. Sein Studio befindet sich in der Mailänder Fraktion Seguro. Eine anfängliche DJ-Tätigkeit hat er 2017 aufgegeben. Zusammen mit Sfera Ebbasta gründete er 2018 das eigene Label BillionHeadz Music Group (BHMG).
Unter eigenem Namen veröffentlichte Charlie Charles 2017 das Lied Bimbi, in Zusammenarbeit mit Izi, Rkomi, Sfera Ebbasta, Tedua und Ghali. Es erreichte Platz drei der Charts. Es folgten Rap und Niagara (mit Izi) sowie 2018 Peace & Love (mit Sfera Ebbasta und Ghali). Mit dem von Charlie Charles koproduzierten Song Soldi gewann der Sänger Mahmood das Sanremo-Festival 2019.

## Diskografie
Singles

| Jahr | Titel Album                     | Höchstplatzierung, Gesamtwochen, AuszeichnungChartplatzierungen (Jahr, Titel, Album, Platzierungen, Wochen, Auszeichnungen, Anmerkungen) | Höchstplatzierung, Gesamtwochen, AuszeichnungChartplatzierungen (Jahr, Titel, Album, Platzierungen, Wochen, Auszeichnungen, Anmerkungen) | Anmerkungen |
| Jahr | Titel Album                     | IT | CH | Anmerkungen |
| ---- | ------------------------------- | --- | --- | --- |
| 2017 | Bimbi –                         | IT3 ×2Doppelplatin · (25 Wo.)IT | — | Erstveröffentlichung: 24. März 2017 Verkäufe: + 100.000; feat. Izi, Rkomi, Sfera Ebbasta, Tedua & Ghali          |
| 2017 | Rap –                           | IT15 Gold · (3 Wo.)IT | — | Erstveröffentlichung: 1. Dezember 2017 Verkäufe: + 25.000; feat. Izi                                             |
| 2018 | Peace & Love –                  | IT1 ×3Dreifachplatin · (27 Wo.)IT | CH31 (1 Wo.)CH | Erstveröffentlichung: 4. Mai 2018 Verkäufe: + 150.000; feat. Sfera Ebbasta & Ghali                               |
| 2019 | Calipso –                       | IT1 ×4Vierfachplatin · (34 Wo.)IT | — | Erstveröffentlichung: 26. April 2019 Verkäufe: + 200.000; mit Dardust feat. Sfera Ebbasta, Mahmood & Fabri Fibra |
| 2019 | Cheyenne Feat (Stato di Natura) | IT85 Gold · (7 Wo.)IT | — | Erstveröffentlichung: 15. November 2019 Verkäufe: + 35.000; Francesca Michielin feat. Charlie Charles            |
| 2023 | Obladi oblada –                 | IT43 (3 Wo.)IT | — | Erstveröffentlichung: 15. Juni 2023 feat. Ghali, Thasup & Fabri Fibra                                            |

Weitere Singles
- 2015: XDVRMX – Gold (25.000+)[5]
- 2017: Niagara (mit Izi) – Gold (25.000+)[5]

## Belege
1. ↑  Alice Castagneri: Charlie Charles è il re Mida del nuovo rap italiano. In: LaStampa.it. 1. Februar 2017, abgerufen am 9. Mai 2018 (italienisch).
2. 1 2  Claudio Biazzetti: Charlie Charles: «Mi sono licenziato». In: RollingStone.it. 19. August 2017, abgerufen am 9. Mai 2018 (italienisch).
3. ↑  Margherita G. Di Fiore: Sfera Ebbasta e Charlie Charles hanno fondato una loro etichetta. In: Rockit.it. 14. März 2018, abgerufen am 9. Mai 2018 (italienisch).
4. ↑  Chartquellen (Singles):
  - Archivio classifiche Top Singoli. FIMI, abgerufen am 9. Mai 2018 (italienisch).
  - Songs von Charlie Charles. In: Hitparade.ch. Hung Medien, abgerufen am 19. Mai 2018.
5. 1 2 3 4 5 6 7  Charlie Charles, certificazioni. FIMI, abgerufen am 2. August 2020 (italienisch).

| Personendaten    | Personendaten                           |
| ---------------- | --------------------------------------- |
| NAME             | Charles, Charlie                        |
| ALTERNATIVNAMEN  | Monachetti, Paolo Alberto (Geburtsname) |
| KURZBESCHREIBUNG | italienischer Musikproduzent            |
| GEBURTSDATUM     | 24. März 1994                           |
| GEBURTSORT       | Settimo Milanese                        |